# لوکومو

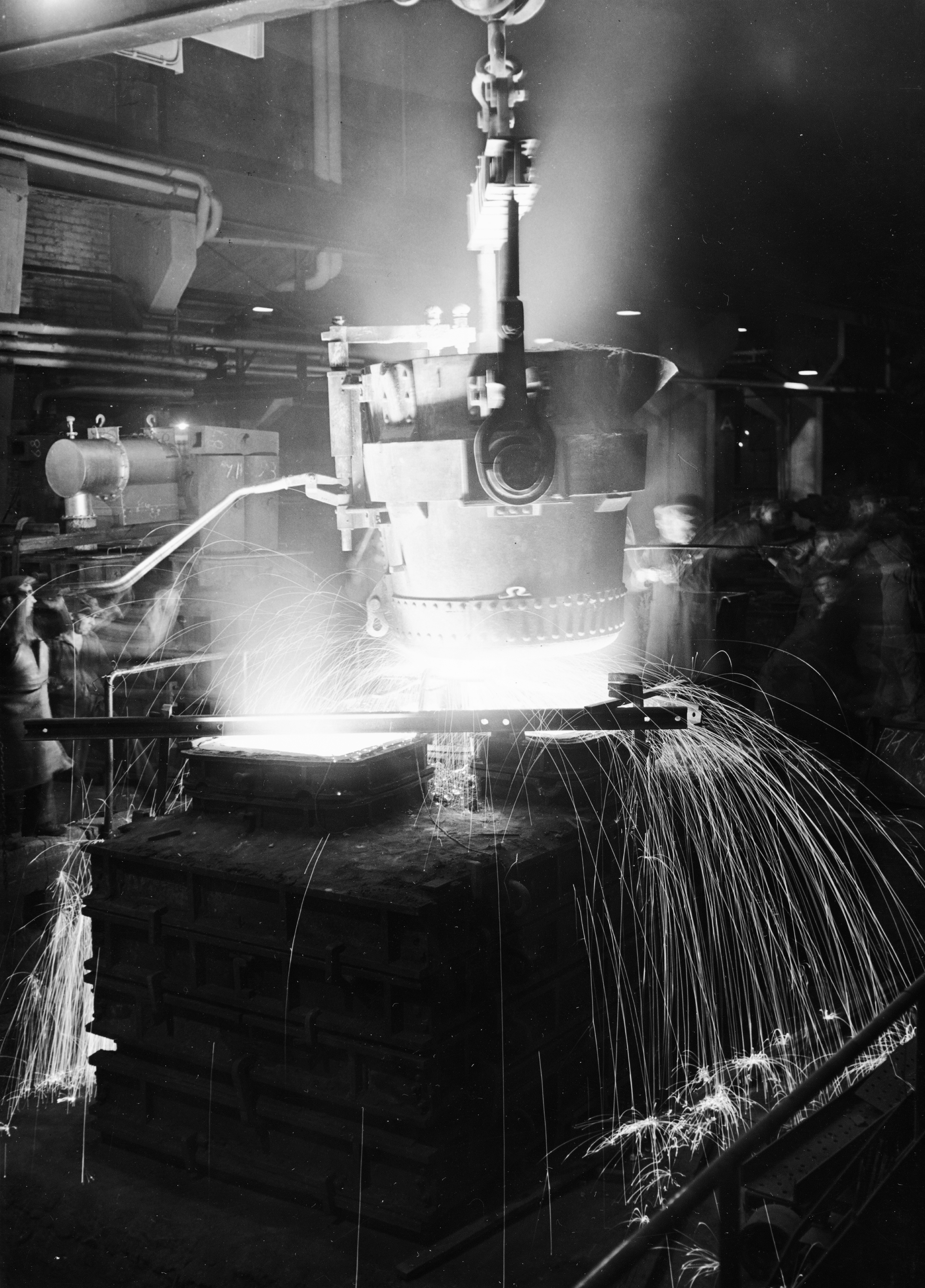
نگاره‌ای آرشیوی از کارخانهٔ اصلی لوکومو در فنلاند - ۱۹۵۶

لوکومو یک شرکت فنلاندی سازندهٔ تجهیزات ریلی و لکوموتیو بخار در شهر تامپره بود. این شرکت سپس در شرکت متسو ادغام گشت. در ابتدا، این شرکت بیشتر لکوموتیو تولید می‌کرد و از سال ۱۹۵۹ به سازنده لوکوموتیوهای دیزلی تبدیل شد. به دلیل رقابت و قیمت‌های نسبتاً پایین برای لوکوموتیوها، این شرکت همچنین تجهیزات صنایع مختلف (غلتک راه‌سازی، سنگ‌شکن، مخلوط‌کن بتن)، پیش‌ران (پروانه و ملخ) کشتی و هواپیما را تولید کرد.